# .us
.us (англ. United States) — национальный домен верхнего уровня для США. 
Спонсирующие организации: NeuStar, Inc. Loudon Tech Center. URL для регистрационных сервисов: http://www.nic.us. WHOIS Server: whois.nic.us.

## Домены второго уровня
Каждому североамериканскому штату (государству) федерации соответствует свой домен второго уровня:
- .ak.us: Аляска
- .al.us: Алабама
- .ar.us: Арканзас
- .az.us: Аризона
- .ca.us: Калифорния
- .co.us: Колорадо
- .ct.us: Коннектикут
- .de.us: Делавэр
- .fl.us: Флорида
- .ga.us: Джорджия
- .hi.us: Гавайи
- .ia.us: Айова
- .id.us: Айдахо
- .il.us: Иллинойс
- .in.us: Индиана
- .ks.us: Канзас
- .ky.us: Кентукки
- .la.us: Луизиана
- .ma.us: Массачусетс
- .md.us: Мериленд
- .me.us: Мэн
- .mi.us: Мичиган
- .mn.us: Миннесота
- .mo.us: Миссури
- .ms.us: Миссисипи
- .mt.us: Монтана
- .nc.us: Северная Каролина
- .nd.us: Северная Дакота
- .ne.us: Небраска
- .nh.us: Нью-Гэмпшир
- .nj.us: Нью-Джерси
- .nm.us: Нью-Мексико
- .nv.us: Невада
- .ny.us: Нью-Йорк
- .oh.us: Огайо
- .ok.us: Оклахома
- .or.us: Орегон
- .pa.us: Пенсильвания
- .ri.us: Род-Айленд
- .sc.us: Южная Каролина
- .sd.us: Южная Дакота
- .tn.us: Теннесси
- .tx.us: Техас
- .ut.us: Юта
- .va.us: Виргиния
- .vt.us: Вермонт
- .wa.us: Вашингтон
- .wi.us: Висконсин
- .wv.us: Западная Виргиния
- .wy.us: Вайоминг

### Территории и округа
- .as.us: Американское Самоа
- .dc.us: Округ Колумбия
- .gu.us: Гуам
- .pr.us: Пуэрто-Рико
- .vi.us: Виргинские острова

## Другие административные домены второго уровня
- .dni.us: национальные институты
- .fed.us: федеральное правительство (как альтернатива .gov)
- .isa.us: международные организации
- .kids.us: домен для детей в возрасте до 13 лет
- .nsn.us: домен американских индейцев.